# Fontainhas (Santo Antão)
Fontainhas é uma aldeia da freguesia de Nossa Senhora do Livramento, município de Ribeira Grande no norte da ilha de Santo Antão, em Cabo Verde.

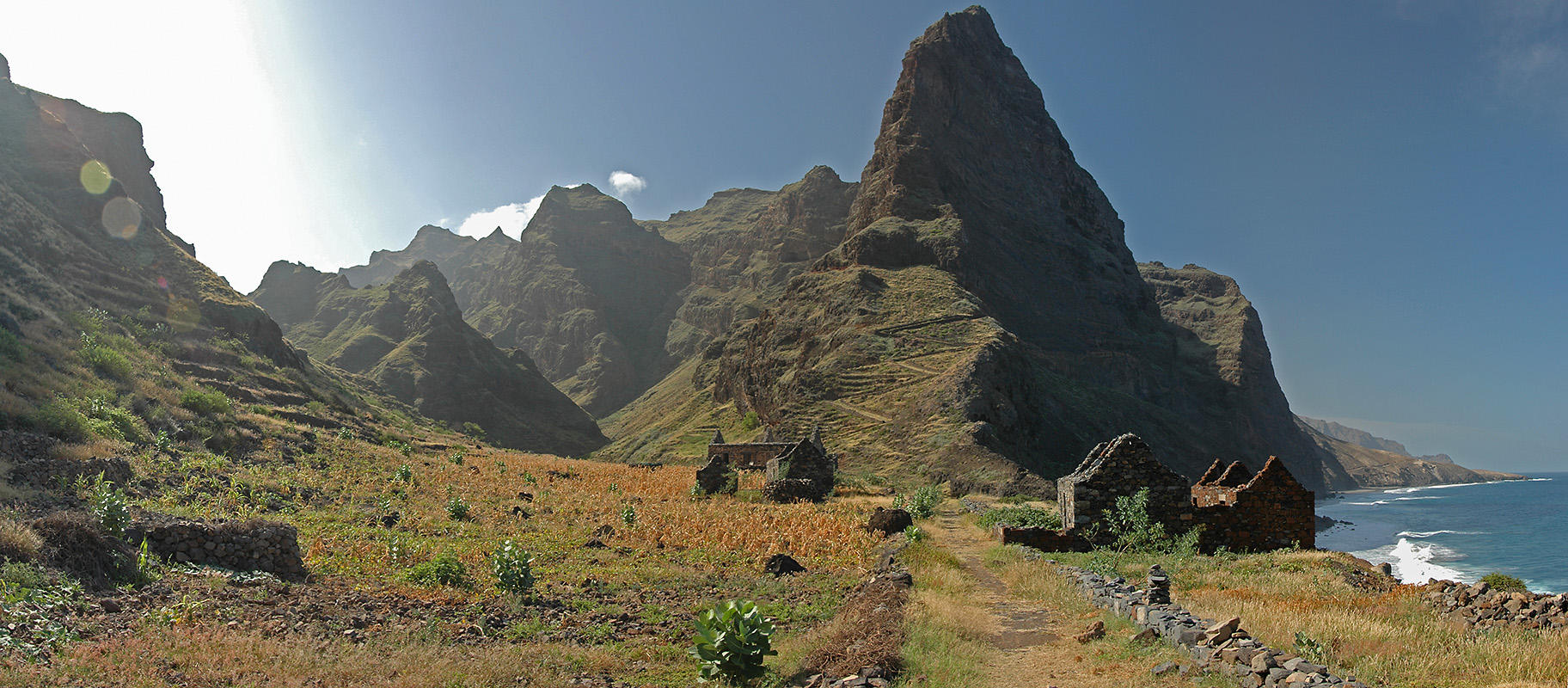
Forminguinhas

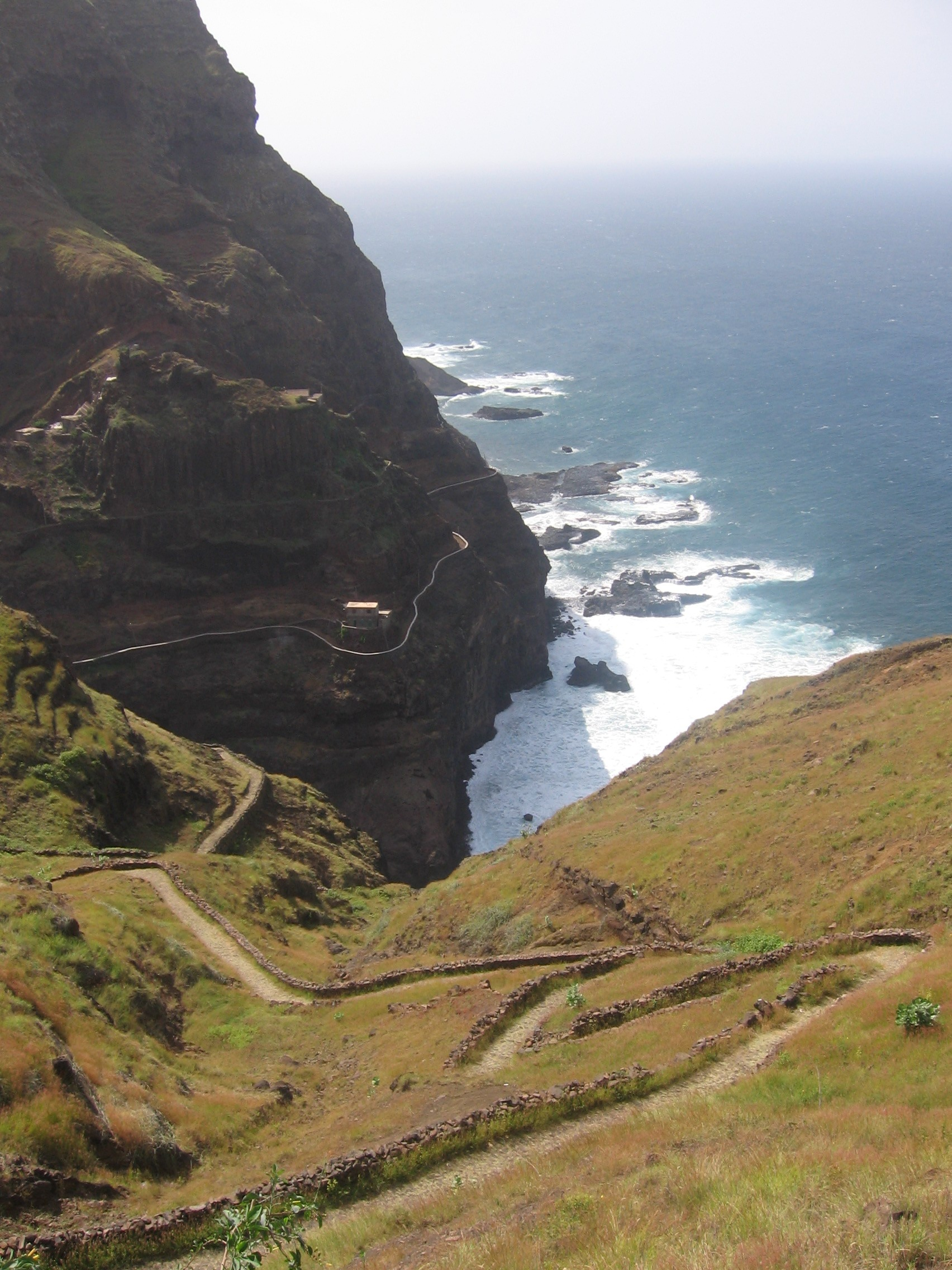
Corvo

## Aldeias e secções
- Aranhas - oeste
- Aranhas de Cima
- Corvo
- Centro de Fontainhas
- Formiguinhas
- Ladeira
- Lombo
- Lombinho de Mar
- Mane Corre
- Selada
- Zurinca (or Ourinca) - oeste